# Аквариус (род растений)
Аквариус (лат. Aquarius) — род цветковых растений семейства частуховых (Alismataceae). Включает 26 видов, произрастающих в Северной и Южной Америке, от центральной и юго-восточной части США, Мексики, Центральной Америки, Карибского бассейна, тропической и субтропической Южной Америки до северной Аргентины и южного Чили. 

## История
Предпосылкой выделения рода Аквариус из рода Эхинодорус (Echinodorus) послужила работа 2007 года, доказавшая полифилию рода Echinodorus. Монофилия рода Echinodorus была установлена путём отделения от Echinodorus рода Helanthium и монотипного рода Albidella. В результате были получены две новые комбинации (Helanthium bolivianum и H. zombiense), а также дано подробное описание рода Helanthium. 
Затем в 2018 году Christenhusz, Fay, & Byng (2018) на основе работы 2007 года предложили разделить Echinodorus на два рода: Echinodorus (состоящий только из E. berteroi) и Aquarius Christenhusz & Byng (состоящий из всех остальных видов Echinodorus). Не все исследователи были согласны с данным разделением. Часто виды эхинодорусов фигурируют в литературе под прежним названием.

## Виды
Принято 26 видов. 
- Aquarius bracteatus (Micheli) Christenh. & Byng
- Aquarius cordifolius (L.) Christenh. & Byngtypus[5]
- Aquarius cylindricus (Rataj) Christenh. & Byng
- Aquarius decumbens (Kasselm.) Christenh. & Byng
- Aquarius densinervis (Somogyi) Christenh. & Byng
- Aquarius emersus (Lehtonen) Christenh. & Byng
- Aquarius floribundus (Seub.) Christenh. & Byng
- Aquarius glaucus (Rataj) Christenh. & Byng
- Aquarius grandiflorus (Cham. & Schltdl.) Christenh. & Byng
- Aquarius grisebachii (Small) Christenh. & Byng
- Aquarius horizontalis (Rataj) Christenh. & Byng
- Aquarius inpai (Rataj) Christenh. & Byng
- Aquarius lanceolatus (Rataj) Christenh. & Byng
- Aquarius longipetalus (Micheli) Christenh. & Byng
- Aquarius longiscapus (Arechav.) Christenh. & Byng
- Aquarius macrophyllus (Kunth) Christenh. & Byng
- Aquarius major (Micheli) Christenh. & Byng
- Aquarius palifolius (Nees & Mart.) Christenh. & Byng
- Aquarius paniculatus (Micheli) Christenh. & Byng
- Aquarius pubescens (Mart. ex Schult.f.) Christenh. & Byng
- Aquarius reptilis (Lehtonen) Christenh. & Byng
- Aquarius scaber (Rataj) Christenh. & Byng
- Aquarius subalatus (Mart. ex Schult.f.) Christenh. & Byng
- Aquarius trialatus (Fassett) Christenh. & Byng
- Aquarius tunicatus (Small) Christenh. & Byng
- Aquarius uruguayensis (Arechav.) Christenh. & Byng